# Belfry
Belfry és una concentració de població designada pel cens dels Estats Units a l'estat de Montana. Segons el cens del 2000 tenia 219 habitants.

## Demografia
Segons el cens del 2000, Belfry tenia 219 habitants, 98 habitatges, i 53 famílies. La densitat de població era de 44,5 habitants per km².
Dels 98 habitatges en un 29,6% hi vivien nens de menys de 18 anys, en un 45,9% hi vivien parelles casades, en un 8,2% dones solteres, i en un 44,9% no eren unitats familiars. En el 41,8% dels habitatges hi vivien persones soles el 16,3% de les quals corresponia a persones de 65 anys o més que vivien soles. El nombre mitjà de persones vivint en cada habitatge era de 2,23 i el nombre mitjà de persones que vivien en cada família era de 3,17.
Per edats la població es repartia de la següent manera: un 27,4% tenia menys de 18 anys, un 6,8% entre 18 i 24, un 21,5% entre 25 i 44, un 23,3% de 45 a 60 i un 21% 65 anys o més.
L'edat mediana era de 41 anys. Per cada 100 dones de 18 o més anys hi havia 87,1 homes.
La renda mediana per habitatge era de 25.313 $ i la renda mediana per família de 43.750 $. Els homes tenien una renda mediana de 16.667 $ mentre que les dones 15.500 $. La renda per capita de la població era de 13.186 $. Aproximadament el 16,3% de les famílies i el 20,3% de la població estaven per davall del llindar de pobresa.

## Poblacions més properes
El següent diagrama mostra les poblacions més properes.